# Frère Denise

Frère Denise, ou Dit de Frère Denise le cordelier, est un fabliau du XIIIe siècle écrit par Rutebeuf.

## Résumé
Une jeune fille refusait tous les prétendants car elle souhaitait se vouer à Dieu. Un frère cordelier lui proposa d'entrer dans son ordre, ce qui garantirait le salut de son âme. En fait le cordelier ne pensait qu'à une seule chose, parvenir à coucher avec la jeune fille.
La jeune fille crut le cordelier et suivit ses conseils. Elle s'enfuit de chez elle, coupa ses cheveux, se déguisa en homme et s'en alla au couvent des cordeliers. Le cordelier la fit accepter parmi les moines, sous le nom de frère Denise. Par ruse, il parvint à obtenir ses faveurs et en fit sa maîtresse, à l'insu de tous.
Les cordeliers avaient l'habitude de circuler toujours par deux. Le cordelier et frère Denise allaient ainsi de ville en ville. Un jour, ils furent invités chez un chevalier. La dame son épouse, à la vue de frère Denise, soupçonna qu'il s'agissait d'une femme. Elle prit frère Denise à l'écart et obtint ses aveux.
La dame fit venir le cordelier devant toute sa maisonnée et le couvrit d'insultes pour son hypocrisie et son immoralité. Le chevalier décida d'épargner le cordelier, à condition qu'il versât une forte somme d'argent à damoiselle Denise pour lui permettre de se marier honorablement. La dame garda damoiselle Denise auprès d'elle jusqu'à ce que le cordelier eût versé l'argent, ce qu'il fit rapidement.
Damoiselle Denise épousa un chevalier qui l'avait demandé en mariage autrefois et devint dame Denise.

## Un fabliau classique
Le titre du fabliau surprend le lecteur contemporain, qui ne sait pas qu'au XIIIe siècle le prénom Denise était épicène. Le personnage principal, une femme, est désigné successivement par les expressions damoiselle Denise, frère Denise et dame Denise.
Comme beaucoup de fabliaux, frère Denise comporte une leçon de morale. Ici elle est placée tout au début du texte. Elle est très simple : « tout n'est pas ors c'on voit luire », c'est-à-dire « tout ce qui brille n'est pas or ». En l'occurrence il s'agit de la moralité des moines et des ermites, qui peut n'être qu'apparente.
Comme beaucoup de fabliaux, frère Denise met en scène des personnages stéréotypés : la jeune fille sotte et naïve, le moine paillard et rusé. Il reprend des situations souvent décrites dans d'autres fabliaux : une duperie, une femme déguisée en homme, une femme introduite dans un monastère.

## Satire sociale
Frère Denise comporte une violente satire de l'ordre des cordeliers. Les cordeliers, également appelés frères mineurs ou franciscains, appartiennent à un ordre religieux fondé au début du XIIIe siècle par Saint François d'Assise. Dans la littérature du Moyen Âge jusqu'au XVIIIe siècle, on trouve souvent des critiques de cet ordre religieux,, à qui l'on reproche d'avoir perdu l'idéal de pureté et de pauvreté de ses origines.
Dans Frère Denise la critique est exprimée par la dame lorsqu'elle invective le moine :
« Teil gent font bien le siecle pesdre/Qui par defors cemblent boen estre/Et par dedens sunt tuit porri. », c'est-à-dire « Ces gens-là font le malheur du siècle, au-dehors ils semblent honnêtes et au-dedans ils sont tout pourris. »
« Iteiz Ordres, par saint Denize/N'est mie boens ne biaux ne genz. », c'est-à-dire « Cet ordre, par Saint Denise, n'est ni bon, ni beau, ni noble. »
« Menoit sainz Fransois teile vie? », c'est-à-dire « Saint François menait-il une telle vie ? »
« Vos desfendeiz au jones gens/Et les dances et les quaroles,/Violes, tabours et citoles/Et toz deduiz de menestreiz ! », c'est-à-dire « Vous interdisez aux jeunes gens les danses, les caroles, les violes, tambours et citoles, et tous les plaisirs des ménestrels ! »
Cette dernière critique peut être vue comme une défense corporatiste des ménestrels, qui gagnaient leur vie en jouant de la musique et en récitant des poèmes.